# U-85 (1941)
U-85 — средняя немецкая подводная лодка типа VIIB времён Второй мировой войны.

## История
Заказ на постройку субмарины был отдан 9 июня 1938 года. Лодка была заложена 18 декабря 1939 года на верфи Флендер-Верке, Любек, под строительным номером 281, спущена на воду 10 апреля 1941 года. Лодка вошла в строй 7 июня 1941 года под командованием оберлейтенанта Эбенгарда Грегера.

### Флотилии
- 7 июня 1941 года — 31 августа 1941 года — 3-я флотилия (учебная)
- 1 сентября 1941 года — 14 апреля 1942 года — 3-я флотилия

### История службы

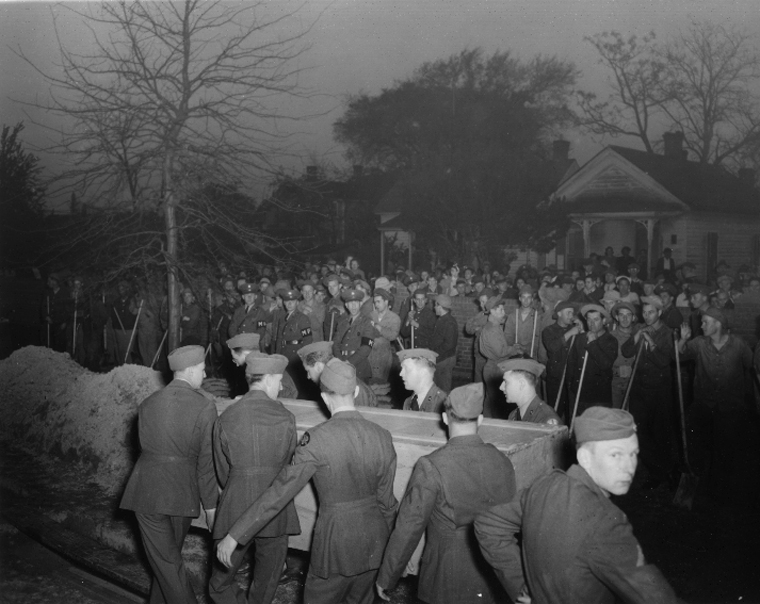
Похороны с воинскими почестями 29 моряков с U-85

Лодка совершила 4 боевых похода. Потопила 3 судна суммарным водоизмещением 15 060 брт.
Потоплена 14 апреля 1942 года близ мыса Хаттерас, США, в районе с координатами 35°55′ с. ш. 75°13′ з. д. артиллерийским огнём с американского эсминца USS Roper. 46 погибших (весь экипаж).
U-85 стала первой немецкой подлодкой, погибшей у берегов США в ходе операции Паукеншлаг, начавшейся 13 января 1942 года.
14 апреля 1942 года U-85, находившаяся на поверхности, была обстреляна. После нескольких попаданий, ставших для лодки фатальными, был отдан приказ покинуть корабль и примерно половина экипажа эвакуировалась с субмарины за борт. Когда U-85 стала быстро тонуть, USS Roper сбросил на место гибели лодки 11 глубинных бомб, в результате чего все германские моряки, находящиеся в воде, погибли.
В настоящее время U-85 является популярным местом для погружений дайверов.

### Атаки на лодку
10 сентября 1941 года U-85, потопившая британский транспорт Thistleglen из состава конвоя SC-42, была контратакована эскортными кораблями. В результате атаки лодка получила серьёзные повреждения, вынудившие её немедленно вернуться на базу.

## Потопленные суда
| Название судна  | Тип            | Принадлежность | Дата             | Тоннаж (БРТ) | Груз                                       | Судьба   | Место                     |
| Thistleglen     | грузовое судно | Великобритания | 10 сентября 1941 | 4 748        | 2400 тонн чугуна в чушках, 5200 тонн стали | потоплен | 61°59′ с. ш. 39°45′ з. д. |
| Empire Fusilier | грузовое судно | Великобритания | 9 февраля 1942   | 5 408        | в балласте                                 | потоплен | 44°45′ с. ш. 47°25′ з. д. |
| Chr. Knudsen    | грузовое судно | Норвегия       | 10 апреля 1942   | 4 904        | генеральный груз, нитраты                  | потоплен | 39°00′ с. ш. 73°00′ з. д. |